# Чемпіонат Європи з хокею із шайбою 1924
Чемпіонат Європи з хокею із шайбою 1924 — 9-й чемпіонат Європи з хокею із шайбою, який проходив у Італії з 14 березня по 17 березня 1924 року. Матчі відбувалися у місті Мілан.

## Попередній раунд

### Група А
| Команда #1 | Результат | Команда #2 |
| ---------- | --------- | ---------- |
| Швейцарія  | 17:0      | Іспанія    |
| Швеція     | 6:2       | Швейцарія  |
| Швеція     | +:-       | Іспанія    |

|           | М | В | Н | П | Ш    | Очк |
| --------- | - | - | - | - | ---- | --- |
| Швеція    | 2 | 2 | 0 | 0 | 6:2  | 4   |
| Швейцарія | 2 | 1 | 0 | 1 | 19:6 | 2   |
| Іспанія   | 2 | 0 | 0 | 2 | 0:17 | 0   |

### Група В
| Команда #1 | Результат | Команда #2 |
| ---------- | --------- | ---------- |
| Італія     | 0:12      | Франція    |
| Італія     | 0:4       | Бельгія    |
| Франція    | 3:0       | Бельгія    |

|         | М | В | Н | П | Ш    | Очк |
| ------- | - | - | - | - | ---- | --- |
| Франція | 2 | 2 | 0 | 0 | 15:0 | 4   |
| Бельгія | 2 | 1 | 0 | 1 | 4:3  | 2   |
| Італія  | 2 | 0 | 0 | 2 | 0:16 | 0   |

## Фінал
| 17 березня 1924 | Франція | 2 : 1 (2:0, 0:1) | Швеція | Льодовий палац, Мілан |

|                           |             |              |  |  |
| Альбер Де Рош Леон Куалья | 1:0 2:0 2:1 | Гуннар Галін |  |  |
|                           |             |              |  |  |
|                           |             |              |  |  |

## Найкращий бомбардир
Альбер Де Рош (Франція)  — 7 голів.
| Чемпіон Європи 1924 Франція Перший титул |

## Склад чемпіонів
Франція
- Воротар: Роббер Жорж
- Гравці: П'єр Шарпент'є, Андре Шарле, Альбер Де Рош, Альбер Хасслер, Хуберт Грюнвальд, Жозеф Монар, Леон Куалья, Рауль Кувер